# Guerra d'indipendenza rumena
La guerra di indipendenza rumena fu parte del più ampio conflitto turco-russo combattuto nel 1877-1878, e vide il Regno di Romania schierato a fianco della Russia per conquistare la propria indipendenza dall'Impero ottomano.
Il 16 aprile 1877, il Regno di Romania e l'Impero russo firmarono a Bucarest un trattato in base al quale alle truppe russe si consentiva di attraversare il territorio rumeno, a condizione che la Russia rispettasse l'integrità della Romania. La mobilitazione ebbe inizio, e circa 120 000 soldati furono ammassati nel sud del paese per difendersi contro un eventuale attacco delle forze ottomane dal sud del Danubio. Il 24 aprile 1877, la Russia dichiarò guerra all'Impero ottomano e le sue truppe entrarono in Romania.

## Panoramica
Il 21 maggio 1877, nel Parlamento rumeno, Mihail Kogălniceanu dichiarò l'indipendenza della Romania dall'Impero ottomano, in ossequio alla volontà del popolo rumeno. Un giorno dopo, l'atto fu firmato dal principe Carlo I. Il giorno successivo, il governo rumeno abolì il pagamento del tributo alla Turchia (914 000 lei), e la somma fu invece assegnata al Ministero della guerra.
Inizialmente, la Russia non intendeva cooperare con la Romania, poiché non desiderava che la Romania partecipasse ai trattati di pace dopo la guerra, ma all'assedio di Pleven i Russi s'imbatterono in un esercito turco di 50 000 soldati, guidato da Osman Pasha.

## La guerra

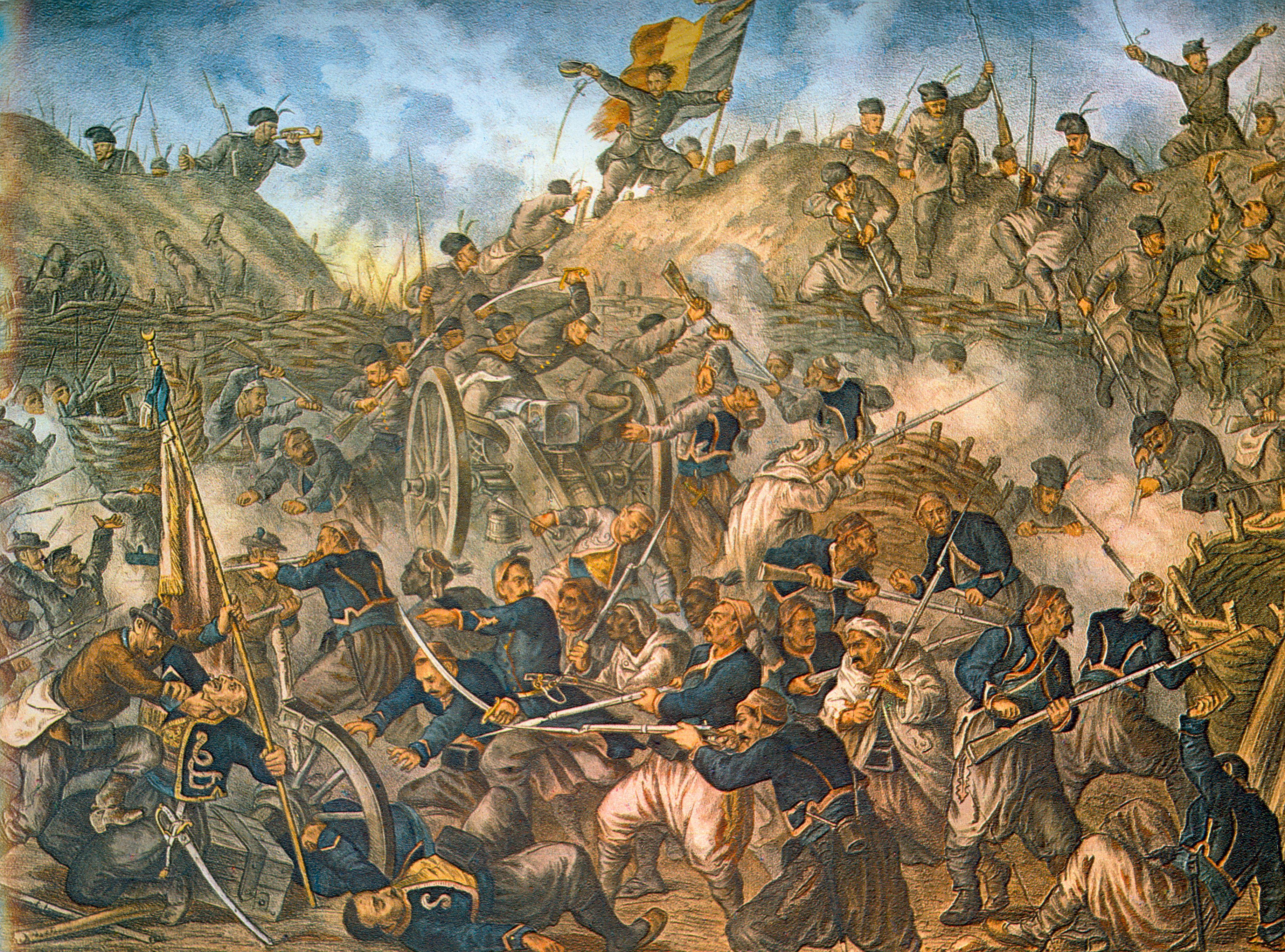
Le truppe rumene mentre prendono la fortezza di Grivița

A causa delle gravi perdite subite a Pleven, il granduca di Russia Nikolaj Konstantinovič chiese a Carlo I che l'esercito rumeno intervenisse e si fondesse con quello russo.
Carlo I accettò la proposta del duca, e divenne comandante delle truppe romene e maresciallo di quelle russe, le cui forze combinate dopo una dura lotta sarebbero riuscite a conquistare Pleven. Dopo che l'esercito rumeno ebbe vinto le battaglie di Grivița e di Rahova, infatti, il 28 novembre 1877 la cittadella di Pleven capitolò e il comandante turco, Osman Pasha, consegnò la città, la guarnigione e la propria spada al colonnello rumeno Mihail Cerchez. Dopo l'occupazione di Pleven, l'esercito rumeno ritornò al Danubio e vinse le battaglie di Vidin e Smârdan. Il 19 giugno 1878, l'Impero ottomano richiese un armistizio, che fu accettato dalla Russia e dalla Romania. Quest'ultima vinse così la guerra, dopo aver subito circa 10 000 perdite. La sua indipendenza venne infine riconosciuta dagli Imperi centrali il 13 luglio 1878.

## Conseguenze
Il trattato di pace tra la Russia e l'Impero ottomano fu firmato a Santo Stefano il 3 marzo 1878. La Russia non mantenne le promesse fatte con il trattato del 4 aprile 1877 (firmato dal console russo Stuart Dimitri e dal primo ministro rumeno Mihail Kogălniceanu) di rispettare l'integrità territoriale della Romania. Tuttavia, il trattato non fu riconosciuto dagli Imperi centrali e la conferenza di pace del 1878 a Berlino stabilì che la Turchia avrebbe concesso alla Romania la sua indipendenza, i territori della Dobrugia, del delta del Danubio e dell'Isola dei Serpenti (Insula Şerpilor), ma che la Russia avrebbe occupato i territori meridionali della Bessarabia (Cahul, Bolgrad e Ismail), che dal Trattato di Parigi del 1856 (dopo la guerra di Crimea) erano inclusi nella Moldavia.

## Galleria d'immagini

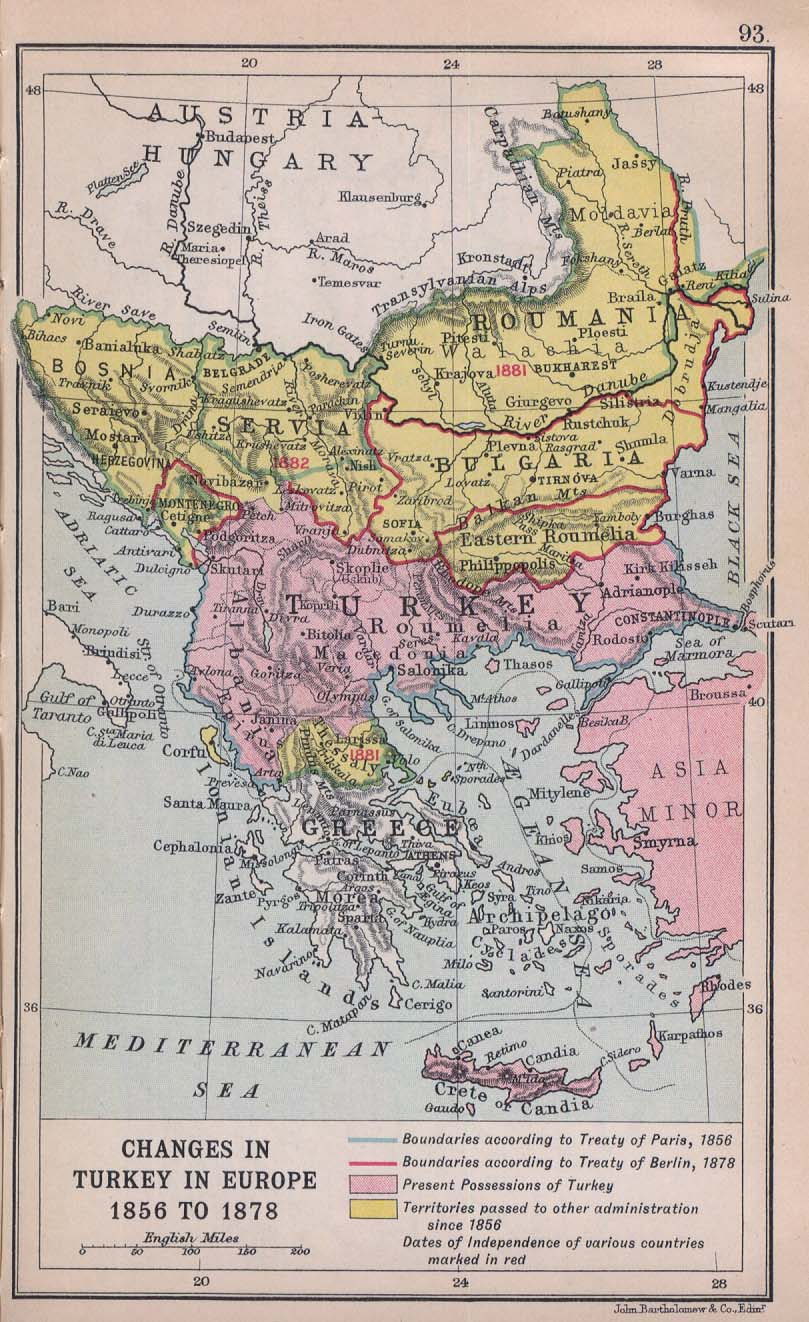
Le perdite territoriali ottomane nei Balcani dopo la guerra di Crimea, da Literary and Historical Atlas of Europe, di J. G. Bartholomew, 1912
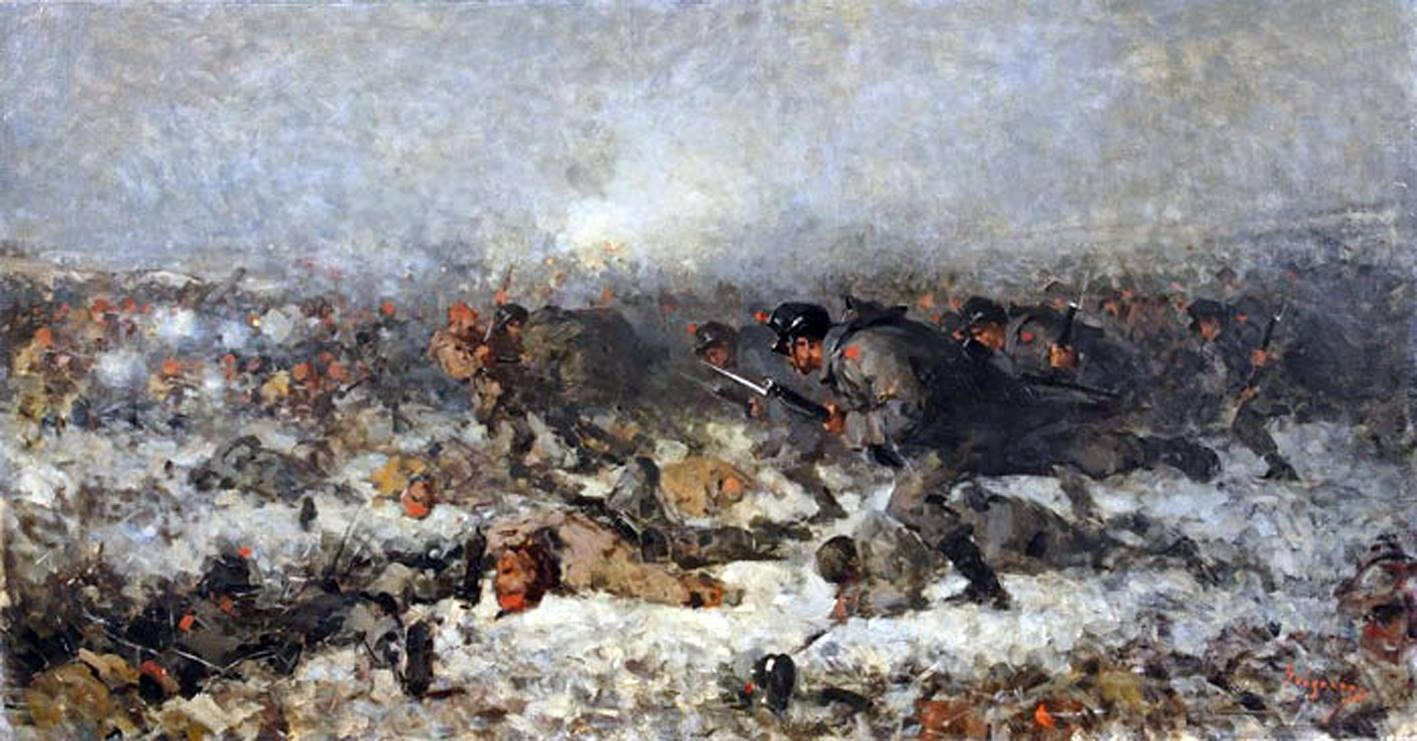
La battaglia di Smârdan di Nicolae Grigorescu
- Independenţa României (1912 film)
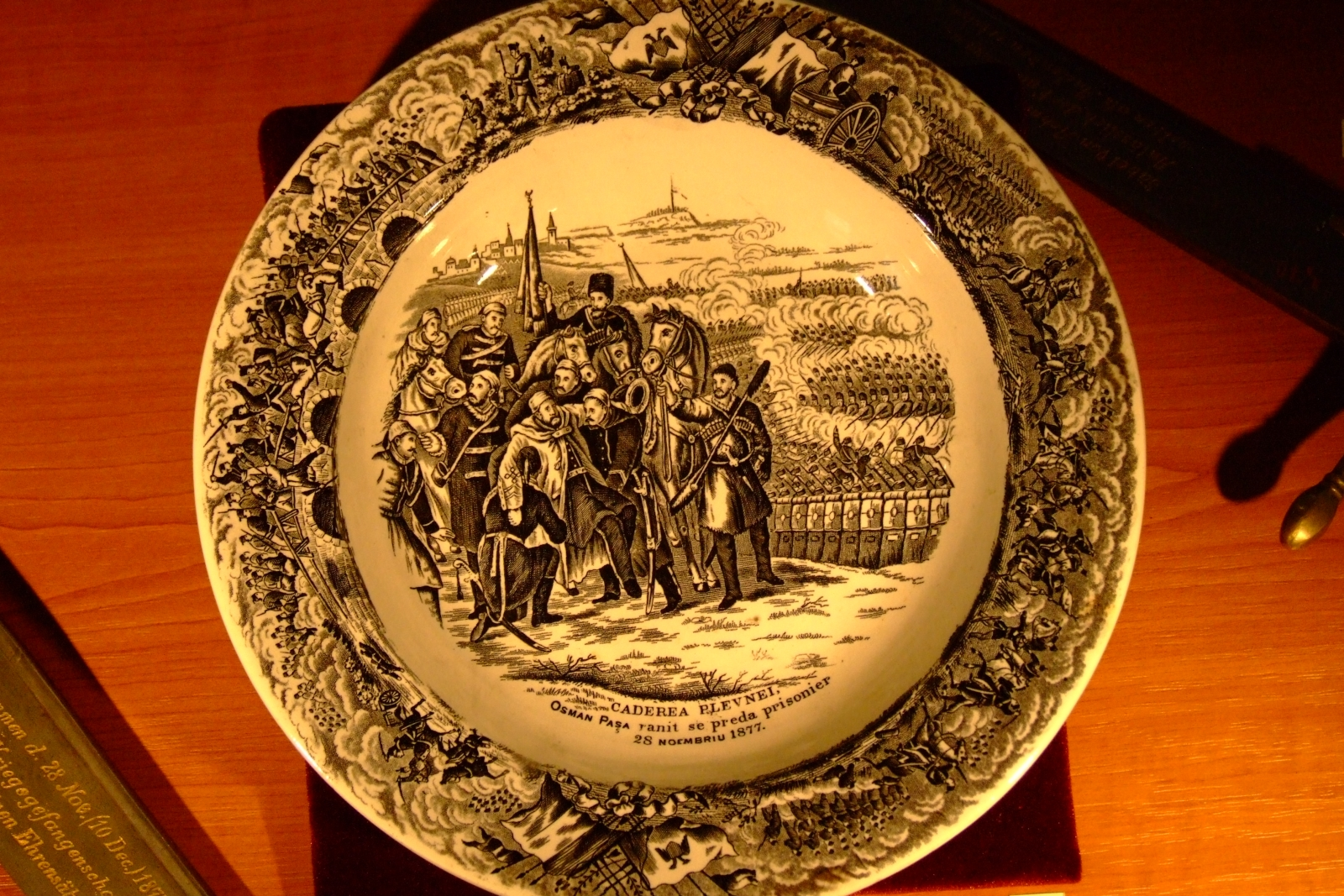
Targa rumena che commemora la vittoria a Pleven
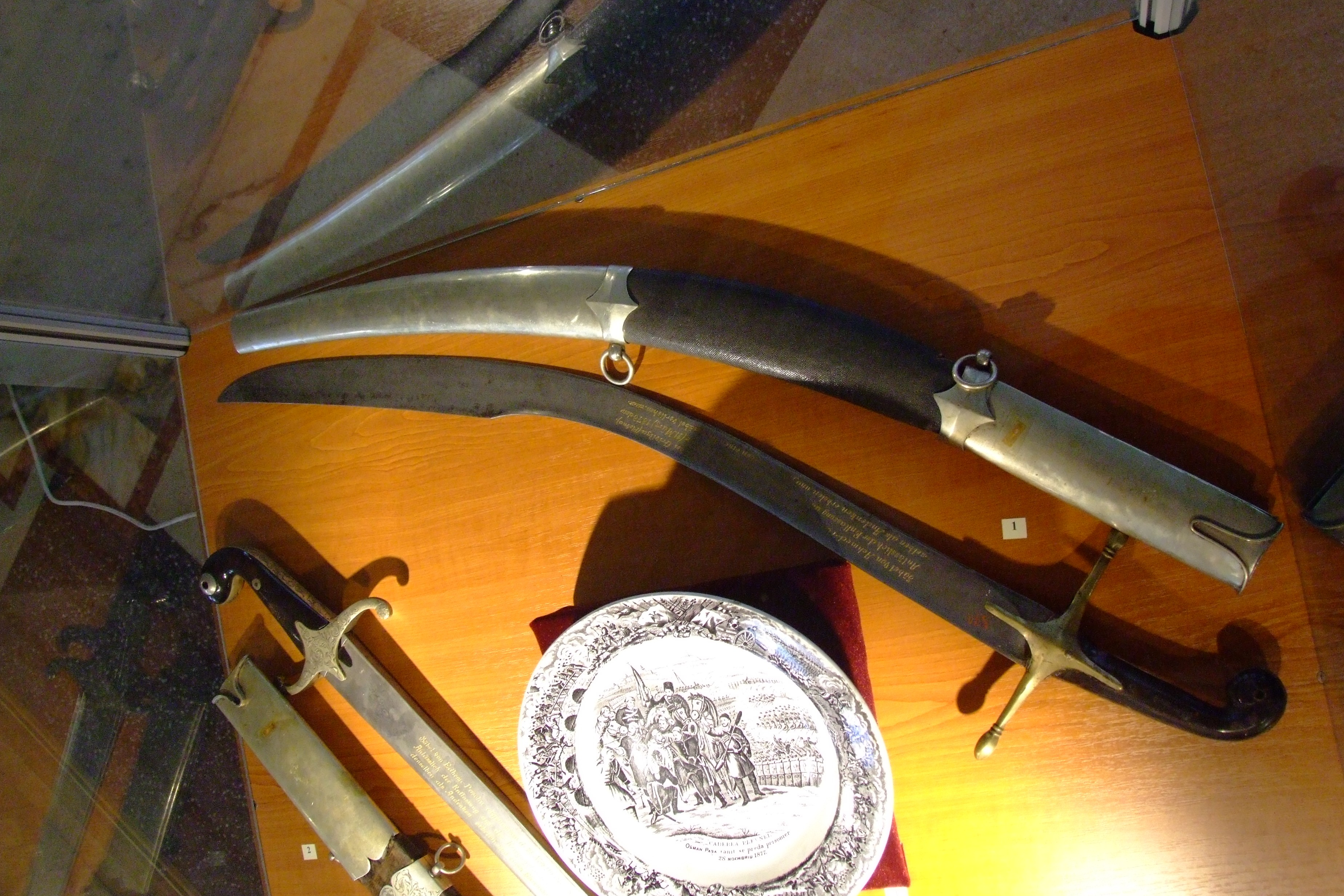
La spada di Ahmed Pasha: conquista rumena proveniente da Pleven
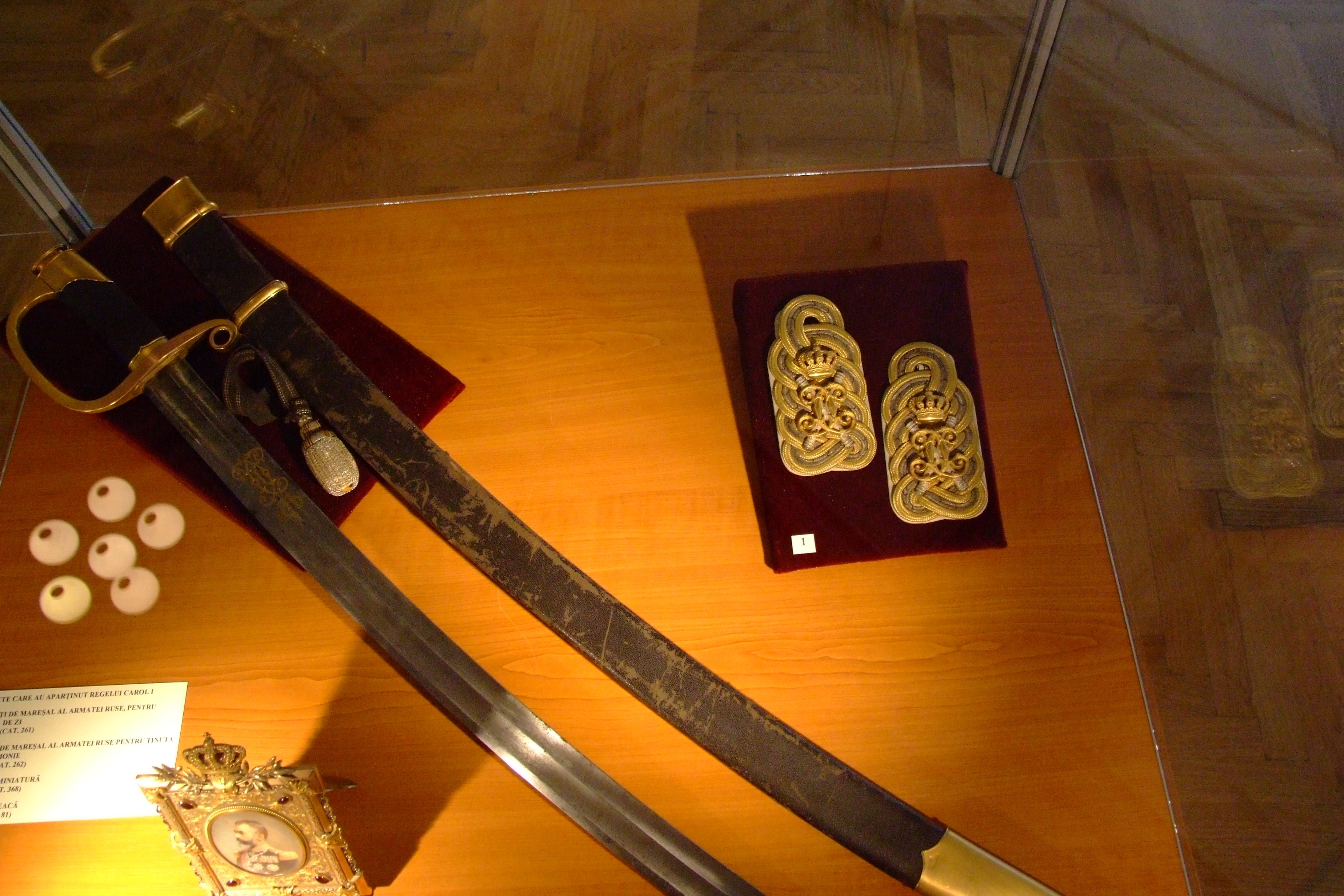
In alto a destra le insegne di Carlo I come maresciallo di campo russo
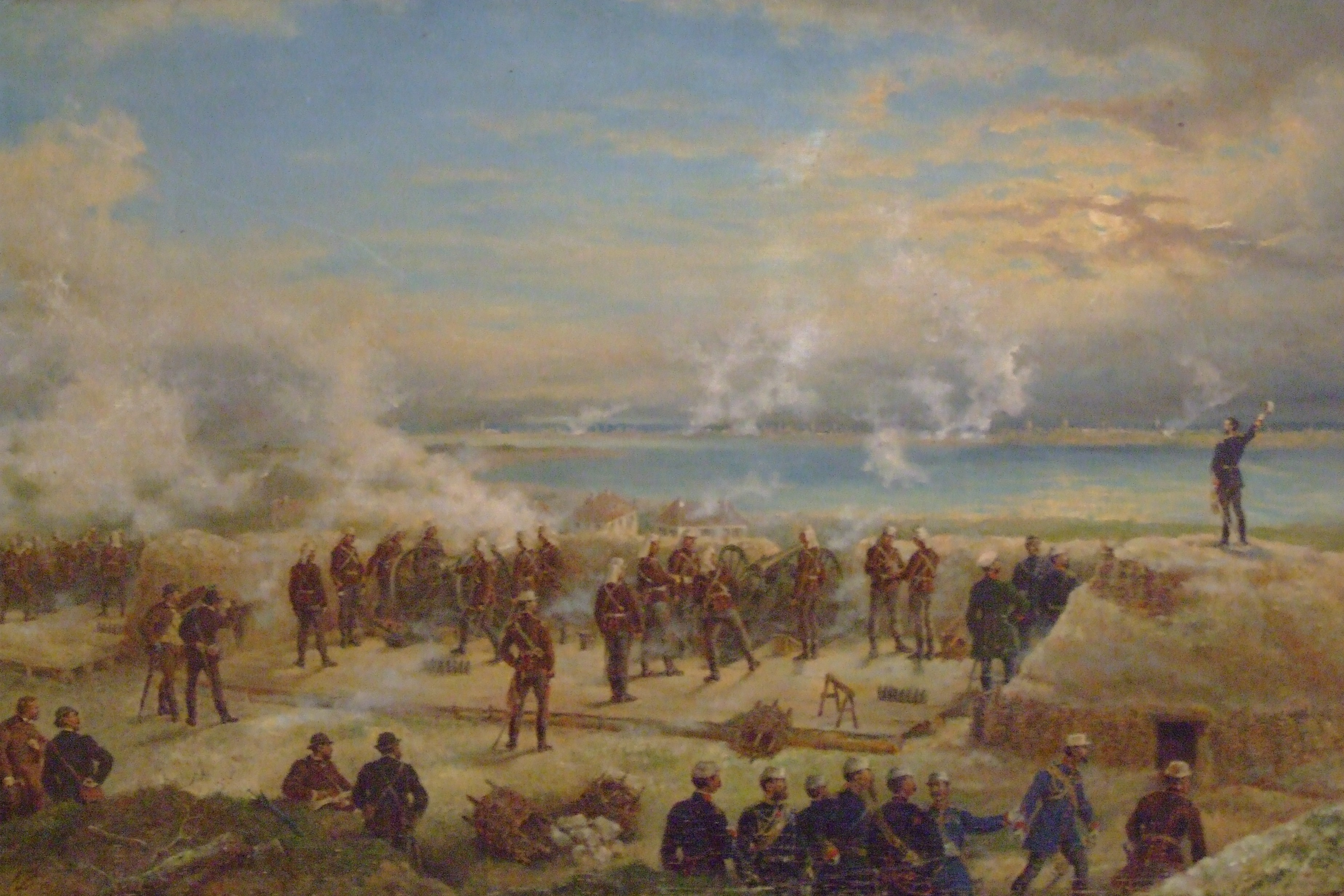
Il primo fuoco dei cannoni
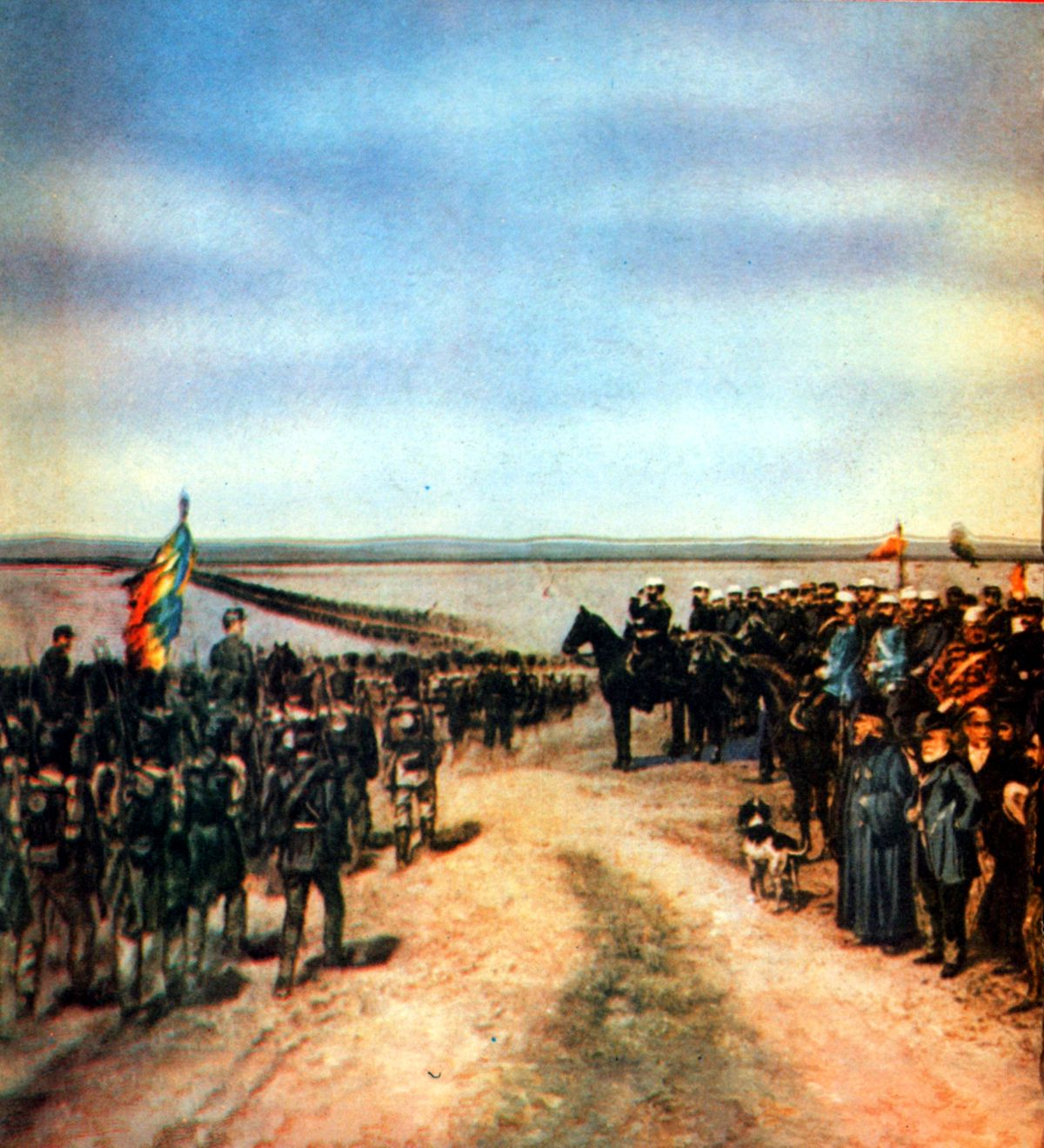
Attraversando il Danubio
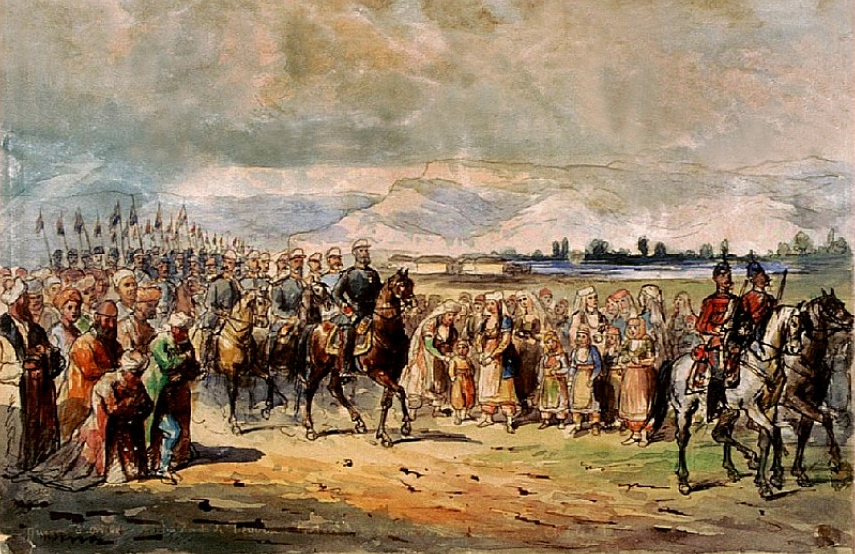
Carlo I è accolto in Bulgaria
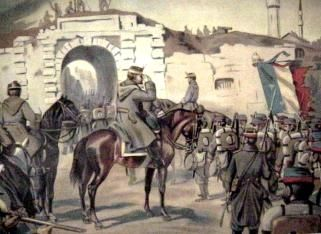
Re Carlo I a Smârdan
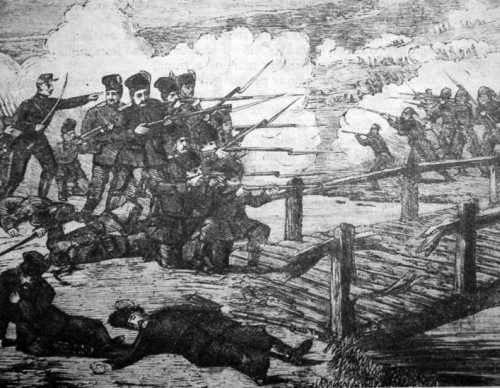
Battaglia al ponte di Skit
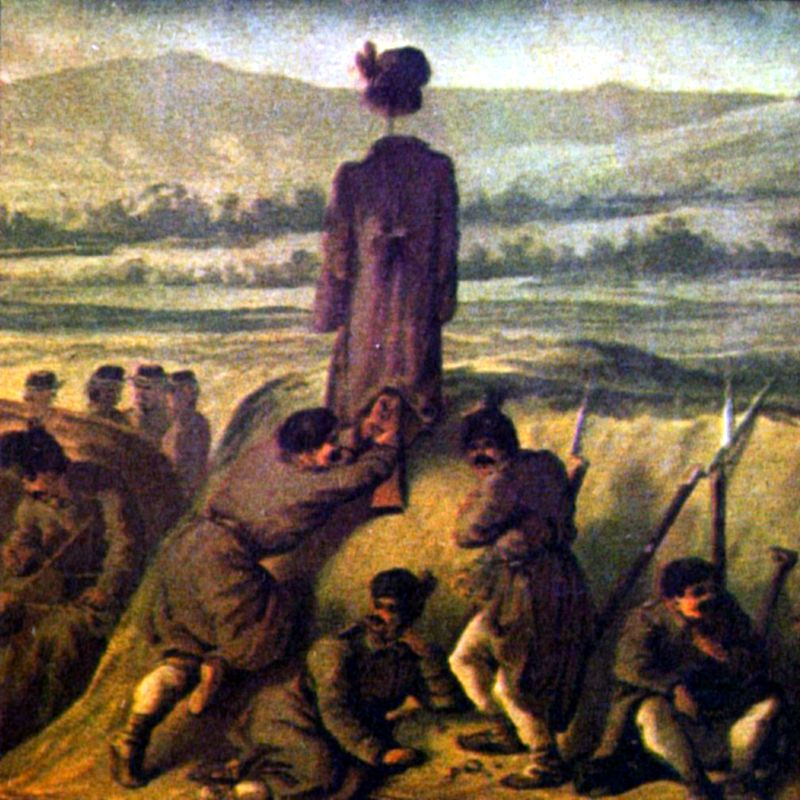
Incisione a colori del 1878
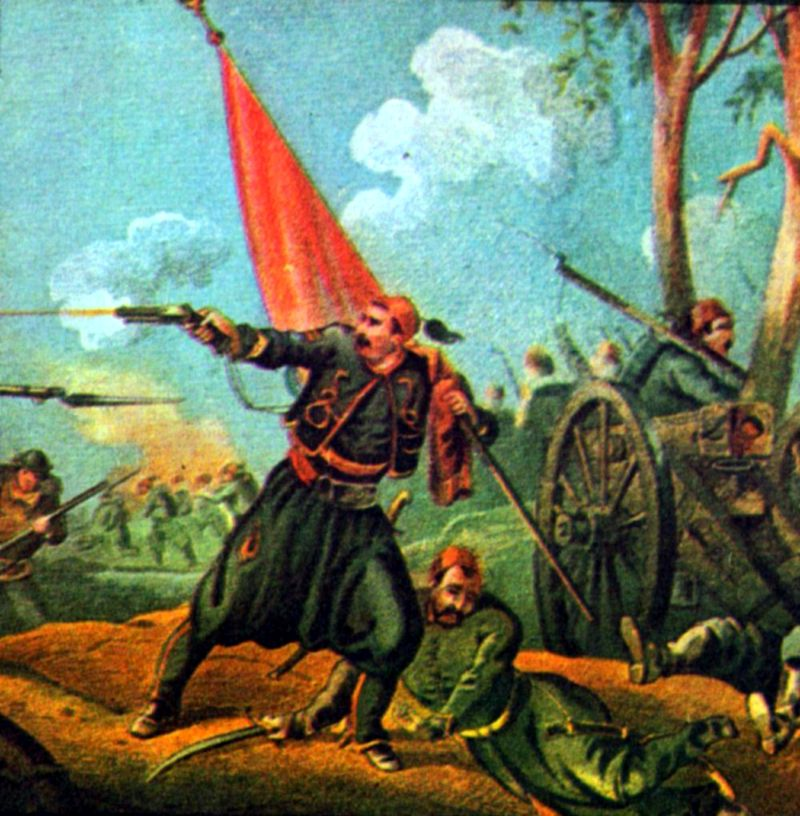
Incisione a colori del 1878
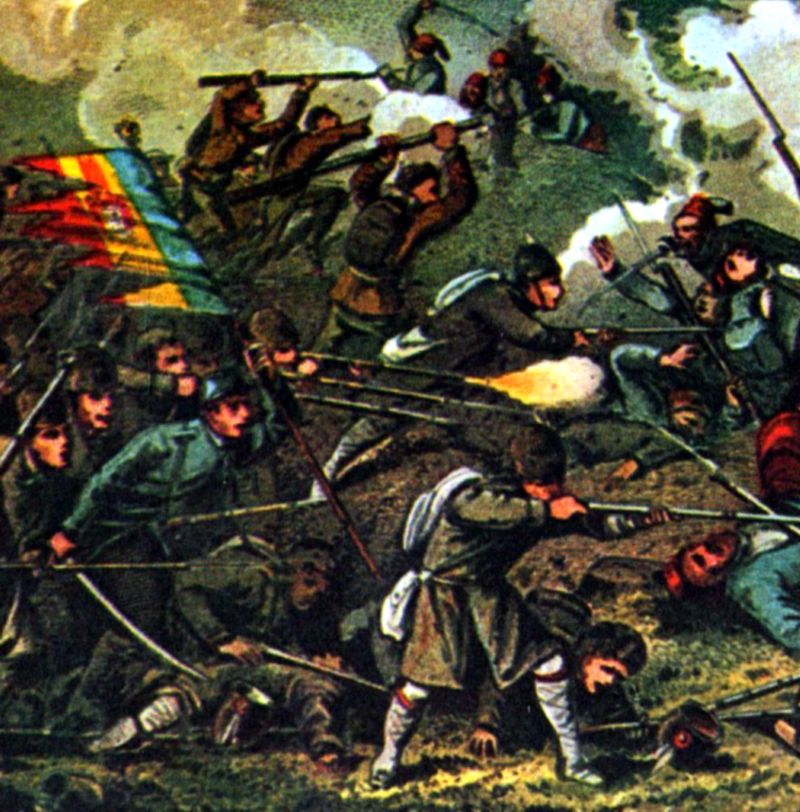
Incisione a colori del 1878
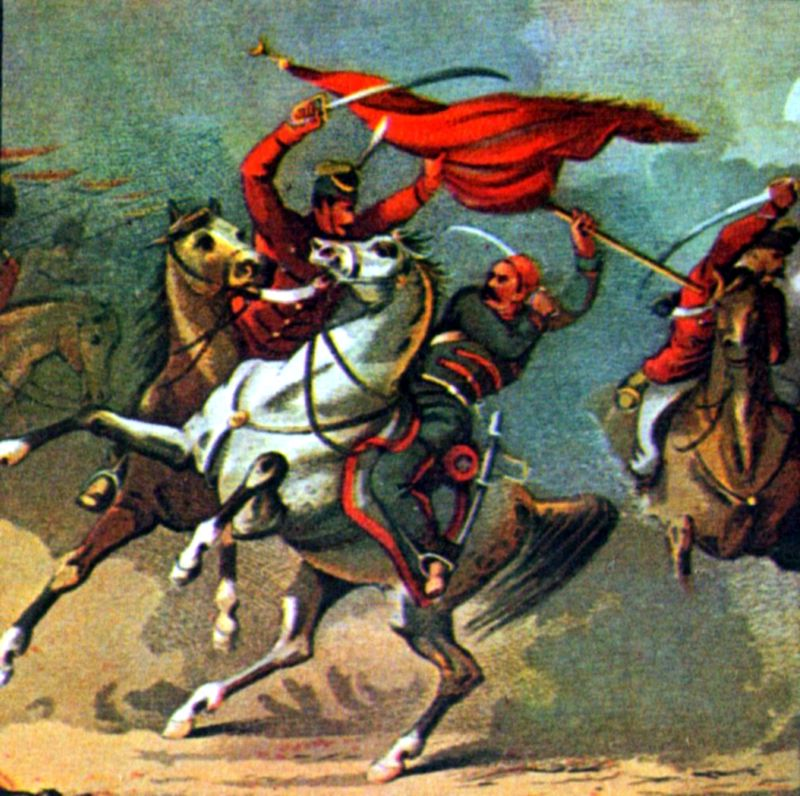
Incisione a colori del 1878
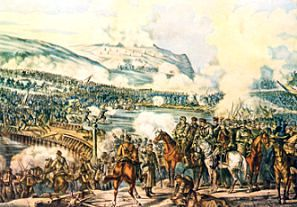
Conquistando Pleven
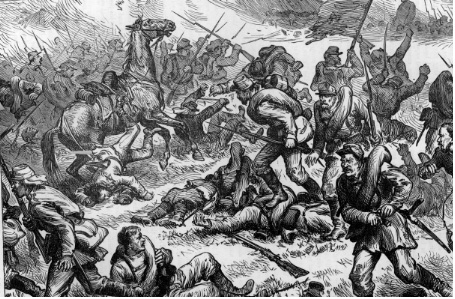
Battaglia per Pleven
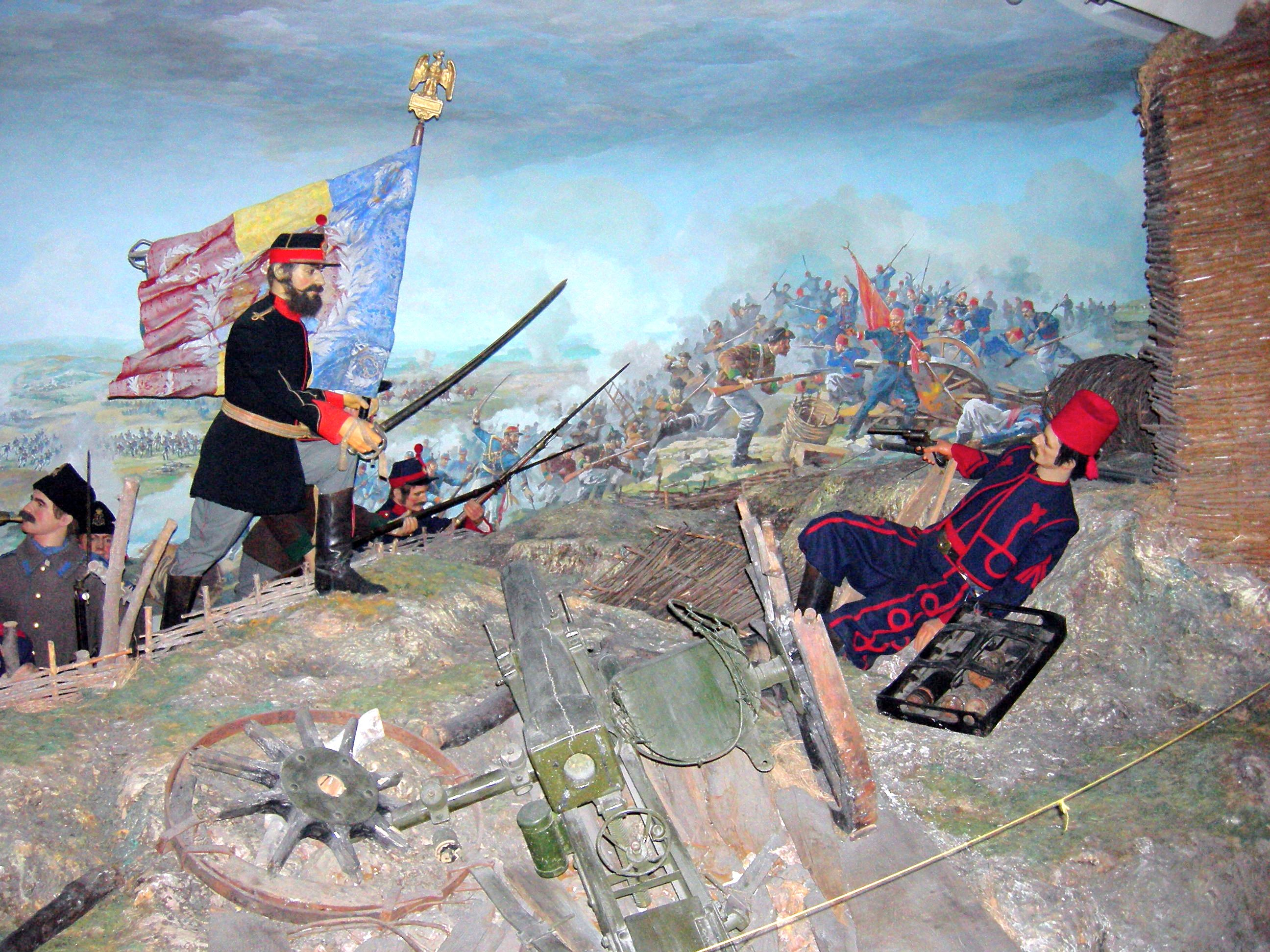
Diorama di Pleven
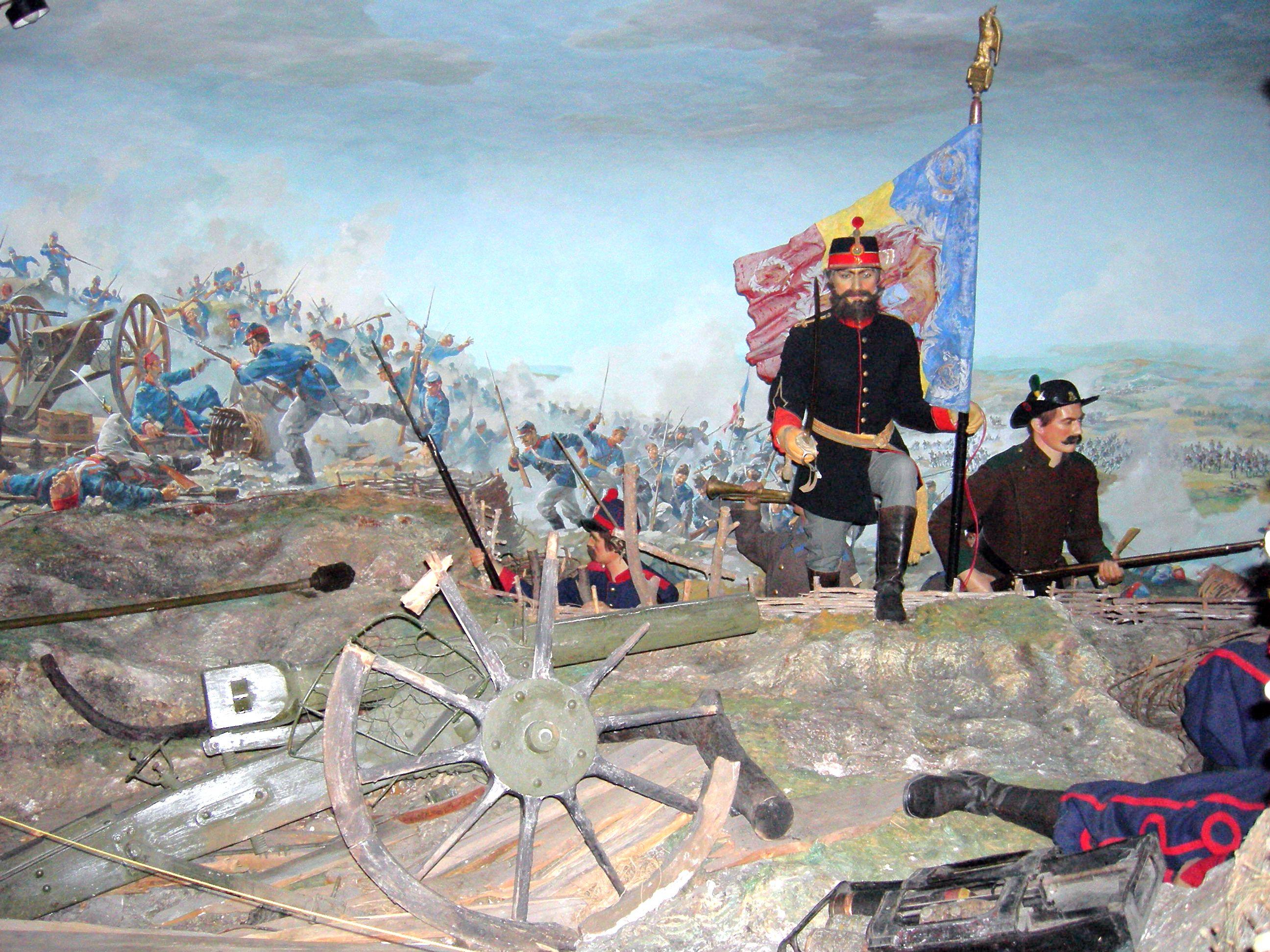
Diorama di Pleven